# 中国邮政太空邮局
中国邮政太空邮局，是中国邮政集团公司直属邮局，成立于2011年11月3日，由北京市邮政公司负责具体运营。

## 成立背景
北京时间2011年11月3日凌晨1時36分，无人飞行器神舟八号與空间实验室天宮一号完成首次空间交会，使得中国成为继前苏联、美国之后第三个完成太空对接的国家。
为此，中国邮政集团公司于2011年11月3日上午，成立了太空邮局。
中国邮政太空邮局也是继1988年苏联航天局首创繁荣和平轨道站邮局、2002年欧洲航天局设立「太空邮局」项目、2003年俄罗斯联邦航天局开通太空邮政服务后世界第四个太空邮局 。

## 经营方式
太空邮局采用「虚实结合」的经营模式。实体邮局设在北京西北郊海淀区西北旺镇傅家窑36号的北京航天城西北旺邮局内，虚拟邮局设置在载人航天飞行器内，邮局申请特批了「9」开头的永久性邮政编码，邮政编码是901001，首任局长为中国第一位进入太空的航天员、中国载人航天工程办公室副主任杨利伟少将。
神舟八号飞行器发射升空时带上了3张明信片，跟随神舟八号进入太空后将放置在太空邮局展示，神舟九号载人飞船升空时，还将首次搭载民众购买的邮票前往太空。

## 扩展阅读
- 张浩. . 《科技日报》. 2007-09-22. （原始内容存档于2013-10-29）.
- 董爱波. . 《科技日报》. 2007-09-27. （原始内容存档于2012-03-28）.
- . 《人民日报》. 1988-12-11. （原始内容存档于2013-10-29）.